# Schwarzburg-Rudolstadt
Schwarzburg-Rudolstadt var et tysk land, der eksisterede fra 1599 til 1920. Det lå placeret centralt i Tyskland i den nuværende delstat Thüringen. Oprindeligt var det et grevskab, men det blev ophøjet til fyrstendømme af Kejser Josef 1. i 1711. I 1871 blev det det en delstat i Det Tyske Kejserrige og i 1918 blev det en fristat i Weimarrepublikken. I 1920 blev det indlemmet i den nye delstat Land Thüringen. Hovedstaden var byen Rudolstadt.